# Apokatastasis
Begreppet apokatastasis (grekiska: ἀποκατάστασις, "återställelse"; egentligen apokatastasis ton panton, "alltings återställelse") syftar på idén om att allt det onda en gång ska upphöra, återgå till ett tänkt naturtillstånd. 

## Kristendom
Inom kristendomen är apokatastasis även den tid då Gud ska bli "allt i alla" eller "allt, överallt" (1 Kor. 15:28), det vill säga alla människors slutgiltiga frälsning. Begreppet går framför allt tillbaka till kyrkofadern Origenes (185-254 e.Kr.), även om det förekom redan under den hellenistiska epoken. Kärnan är idén om universell frälsning. Läran kallas således också universalism. Enligt Origenes lära kommer alla rationella varelser, det vill säga inte bara de goda, utan även de onda och mest motsträviga, så småningom att nå frälsning. Ingen kommer att gå förlorad i syndens och okunnighetens mörker. Inget liv är förgäves. Perfektion är möjlig för alla strävande själar. Evig pina existerar inte, men den “bestraffningens eld” som finns är däremot gudomens pedagogiska (inte vedergällande) instrument för korrigering och instruktion. Eftersom själen är essentiellt rationell, kommer den slutligen att bli övertygad om realiteten i den gudomliga undervisningen. När detta sker, följer frälsning och förgudning.
Luther omnämner begreppet på tyska som herwiedergebracht werde och menar med det återställande till sitt tillstånd.

### Fria viljan
Enligt Origenes spelar människans fria vilja en central roll i denna mycket långsamma, utdragna process. Predestination existerar inte, utan alla själar når slutligen gemenskapen och enheten med Gud självmant. Gud tvingar ingen att gensvara på hans vilja, utan agerar som en godhetens guide längs frihetens ibland smärtsamma väg, så att sanningen gradvis uppenbaras, utan tvång. Kosmos är Försynens pedagogiska redskap för oss fria rationella själar. Och här gäller principen om mänsklig-gudomlig samverkan. Den universella frälsningens börda vilar nämligen inte enbart på Guds axlar; även människans förnuftsstyrda strävan (eller brist därpå) villkorar vår mänskliga existens. Det handlar alltså inte om gudomliga påbud eller förseelser.
Rättvisan är den princip som styr de konkreta situationer vi möter som ett resultat av våra fria val, när vi sakta närmar oss (eller inte närmar oss) Gud. Detta ingår i Guds plan för kosmos och människan. Gud har dock inte förutbestämt allting så att människans frihet är illusorisk. Men den operativa viljan i kosmos är ytterst sett Guds. Gud kan också förutse våra handlingars konsekvenser, vilka i sin tur blir hans redskap för att leda oss framåt, tills “blivandets” process och återvändandet till Gud fullbordats i frälsningen. Den själ som vänder bort från strävan kommer Gud inte att bistå - det vill säga inte så länge det ”bortvända” tillståndet varar - varför det som denna själ går till mötes härrör från dess egen okunskap. Själens önskan att framhärda som ett “ändligt själv” förblindar den, så att den inte inser sin fulla potential. Sann frihet är att förbli i ett konstant tillstånd av växande, uppåt mot Gud, med stadigt fördjupad insikt.

### Origenes
I Origenes lära ligger tyngdpunkten inte på individuella själar, utan på det själskollektiv som kyrkan utgör. Apokatastasis kan därför också förstås som kulmen på den process där själar samlas ihop under trons enhet. Men – och här är Origenes som mest radikal - de troendes frälsning är samtidigt avhängig de utomkyrkliga själarnas slutliga accepterande av den kristna tron.

## Stoicism
Hos Krysippos från Soloi är apokatastasis en effekt av de cykler som människor, samhällen och stjärnor går igenom. Apokatastasis ses som ett förhållande som saker pendlar från och till, men som de inte kommer ifrån att de måste passera. Apokatastasis blir enligt det sättet att se det hela inte negativt utan en naturlig förlängning av förändring. 

## Andra religioner
Idén finns även inom andra religioner, bland andra zoroastrism, judendom, assyro-babylonisk religion och hinduism.